# (25927) Jagandelman
(25927) Jagandelman est un astéroïde de la ceinture principale.

## Description
(25927) Jagandelman est un astéroïde de la ceinture principale. Il fut découvert le 16 février 2001 à Socorro (Nouveau-Mexique) par le projet LINEAR. Il présente une orbite caractérisée par un demi-grand axe de 2,36 UA, une excentricité de 0,16 et une inclinaison de 9,8° par rapport à l'écliptique.

## Compléments